# Тирено—Адријатико
Тирено—Адријатико (итал. Tirreno–Adriatico), чији је надимак "La corsa dei due mari" (досљ. "Трка два мора"), етапна је друмска бициклистичка трка у Италији која се вози између обала два мора, Тиренског и Јадранског. Традиционално се одржава на прољеће, у марту и сматра се важном припремом за први монументални класик у сезони — Милано—Санремо. Дио је  ворлд тура, највишег степена професионалних бициклистичких трка за мушкарце.
Први пут је одржана 1966. када су вожене три етапе. Од 2002. вози се седам етапа. Са изузетком прве трке, последња етапа се стално одржава у Сан Бенедето дел Тронту, са стране Јадранског мора. Белгијанац Рогер де Фламинк је рекордер је са шест узастопних побједа током 1970-их. Италијан Франческо Мозер, освојио је трку двапут, а шест пута је завршио на подијуму.

## Историја
Трку Тирено—Адријатико, покренуо је бициклистички тим базиран у Лацију — Форце спортиве романе (итал. Forze Sportive Romane). Пошто је једна славна трка већ одржавана на сјеверу Италије, нова трка названа је „Tre Giorni del Sud“ (досл. „Три дана на југу“). На првом издању трке вожене су три етапе. Трка је стартовала 11. марта 1966. у Риму, а завршена је два дана касније у Пескари. Прво издање трке освојио је Дино Цандегу. Следеће године, трка је проширена на пет етапа и освојио је Франко Битоси.
Током 1970-их, тада млада трка постала је идеална припрема за прво монументални класик у сезони — Милано—Санремо, који је одржаван недељу дана касније. класик специјалиста, Рогер де Фламинк, освојио је трку шест пута заредом. Након тога, велику борбу су водили Франческо Мозер и Ђузепе Сарони; обојица су освојила трку по два пута.
У периоду од 1984. до 2001, трка је проширена и вожено је између шест и осам етапа, док је локација мијењана и ишло се више кроз сјеверни дио централне Италије. Швајцарац Тони Ромингер (1989 и 1990) и Данац Ролф Серенсен (1987 и 1992) освојили су трку по двапут током 1990-их.
Од 2002. године, на трци се вози седам етапа, старт је на западној обали Тиренског мора, а последња етапа се вози у Сан Бенедето дел Тронту, у Јадранском мору. Године 2005, сврстана је у календар првог издања UCI про тура, али је 2008, премјештена у нижи ранг — UCI Европа тур, када је организатор трке — RCS Sport, повукао све своје трке из календара UCI-ја. Од 2011, дио је новог, реорганизованог UCI ворлд тура.
Од укључења у UCI ворлд тур, на трци се налазе и брдске етапе у Апенинима и многи гранд тур специјалисти користе трку као битан тест форме у првом дијелу и припрему за Ђиро д’Италију. Од 2010. побједници Тур де Франса, као што су Алберто Контадор, Кадел Еванс и Винченцо Нибали, освојили су Тирено. Вишеструки гранд тур побједник — Колумбијац Наиро Кинтана, освојио је трку 2015. и 2017. године. Године 2019. Примож Роглич је освојио трку секунду испред Адама Јејтса.
Трка 2020. била је одложена због пандемије вируса корона до септембра, када се преклапала са Тур де Франсом 2020; трку је освојио Сајмон Јејтс, 17 секунди испред Герента Томаса, који је претходно испао из тима за Тур због лоше форме. Године 2021. трку је освојио Тадеј Погачар, побједник Тур де Франса 2020. минут испред Арт Ваута ван Арта.

## Рута
Првих година, Тирено је обично стартовао близу Рима или Напуља. Од 1990, старт је обично на тосканској обали Тиренског мора, након чега трка прелази преко планинских гребена Апенинског полуострва и иде до источних обала Јадранског мора. Са укупно седам етапа, на трци се налазе етапе и за спринтере и за брдаше, уз један или два хронометра и најмањем једном лакшом брдском етапом, чији је циљ на благом брду, за универзалније возаче.
Трка обично стартује у сриједу, кратким хронометром или прологом и наставља са спринтерским етапама, а завршава се са кратким брдским етапама. Етапе које се возе током викенда, су обично најтеже брдске етапе. Године 2015, циљ етапе вожене у суботу био је на успону дугом 14 km, на Селва Ротонду, док је циљ етапе вожене у недељу био на успону чије су поједине дионице биле са преко 25% нагиба. Завршава се у уторак, у Сан Бенедето дел Тронту, у провинцији Асколи Пичено, у региону Марке.

## Трофеј и лидерска мајица
Од 2010, побједнику Тирено—Адријатика додјељује се велики позлаћени трозубац, оружје које се повезује са римским богом мора — Нептуном. Због тога што се трка одржава од обале до обале, трофеј се назива Трофеј господара мора. У данима пред трку, трофеј церемонијално представљају возачи обалске страже. Мајица за лидера у генералном пласману је плава.

## Списак побједника
Побједници Тирено—Адријатика:
- 2025.  Хуан Ајусо
- 2024.  Јонас Вингегор
- 2023.  Примож Роглич
- 2022.  Тадеј Погачар
- 2021.  Тадеј Погачар
- 2020.  Сајмон Јејтс
- 2019.  Примож Роглич
- 2018.  Михал Квјатковски
- 2017.  Наиро Кинтана
- 2016.  Грег ван Авермат
- 2015.  Наиро Кинтана
- 2014.  Алберто Контадор
- 2013.  Винченцо Нибали
- 2012.  Винченцо Нибали
- 2011.  Кадел Еванс
- 2010.  Стефано Гарцели
- 2009.  Микеле Скарпони
- 2008.  Фабијан Канчелара
- 2007.  Андреас Кледен
- 2006.  Томас Декер
- 2005.  Оскар Фреире
- 2004.  Паоло Бетини
- 2003.  Филипо Поцато
- 2002.  Ерик Декер
- 2001.  Давиде Ребелин
- 2000.  Абрахам Олано
- 1999.  Микеле Бартоли
- 1998.  Ролф Јерман
- 1997.  Роберто Петито
- 1996.  Франческо Касагранде
- 1995.  Стефано Колаж
- 1994.  Ђорђо Фурлан
- 1993.  Маурисио Фондријест
- 1992.  Ролф Серенсен
- 1991.  Ерминио Диаз Забала
- 1990.  Тони Ромингер
- 1989.  Тони Ромингер
- 1988.  Ерих Мехлер
- 1987.  Ролф Серенсен
- 1986.  Лучано Работини
- 1985.  Јоп Зутемелк
- 1984.  Томи Прим
- 1983.  Роберто Визентини
- 1982.  Ђузепе Сарони
- 1981.  Франческо Мозер
- 1980.  Франческо Мозер
- 1979.  Кнут Кнудсен
- 1978.  Ђузепе Сарони
- 1977.  Рогер де Фламинк
- 1976.  Рогер де Фламинк
- 1975.  Рогер де Фламинк
- 1974.  Рогер де Фламинк
- 1973.  Рогер де Фламинк
- 1972.  Рогер де Фламинк
- 1971.  Итало Циоли
- 1970.  Антон Хаубрехт
- 1969.  Карло Кјапано
- 1968.  Клаудио Микелото
- 1967.  Франко Битоси
- 1966.  Дино Цандегу

### Статистика
| Позиција | Држава     | Број побједа |
| -------- | ---------- | ------------ |
| 1.       | Италија    | 24           |
| 2.       | Белгија    | 8            |
| 3.       | Швајцарска | 5            |
| 3.       | Шпанија    | 5            |
| 5.       | Словенија  | 4            |
| 6.       | Холандија  | 3            |
| 6.       | Данска     | 3            |
| 8.       | Колумбија  | 2            |
| 9.       | Аустралија | 1            |
| 9.       | Њемачка    | 1            |
| 9.       | Норвешка   | 1            |
| 9.       | Пољска     | 1            |
| 9.       | Шведска    | 1            |
| 9.       | УК         | 1            |

| Позиција | Возач            | Број побједа |
| -------- | ---------------- | ------------ |
| 1.       | Рогер де Фламинк | 6            |
| 2.       | Ђузепе Сарони    | 2            |
| 2.       | Франческо Мозер  | 2            |
| 2.       | Ролф Серенсен    | 2            |
| 2.       | Тони Ромингер    | 2            |
| 2.       | Винченцо Нибали  | 2            |
| 2.       | Наиро Кинтана    | 2            |
| 2.       | Примож Роглич    | 2            |
| 2.       | Тадеј Погачар    | 2            |

| Позиција | Возач             | Број побједа |
| -------- | ----------------- | ------------ |
| 1.       | Рогер де Фламинк  | 15           |
| 2.       | Оскар Фреире      | 11           |
| 3.       | Алесандро Петаки  | 10           |
| 4.       | Ђузепе Сарони     | 8            |
| 4.       | Морено Арђентин   | 8            |
| 6.       | Петер Саган       | 7            |
| 7.       | Франко Битоси     | 6            |
| 7.       | Јан Сворада       | 6            |
| 7.       | Ролф Серенсен     | 6            |
| 7.       | Паоло Бетини      | 6            |
| 7.       | Фабијан Канчелара | 6            |

| Позиција | Возач         | Број побједа |
| -------- | ------------- | ------------ |
| 1.       | Петер Саган   | 4            |
| 2.       | Џонатан Милан | 2            |

| Позиција | Возач            | Број побједа |
| -------- | ---------------- | ------------ |
| 1.       | Елио Ађијано     | 1            |
| 1.       | Ролф Алдаг       | 1            |
| 1.       | Салваторе Комесо | 1            |
| 1.       | Стефано Пираци   | 1            |
| 1.       | Дамијано Кунего  | 1            |
| 1.       | Марко Канола     | 1            |
| 1.       | Карлос Квинтеро  | 1            |
| 1.       | Чезаре Бенедети  | 1            |
| 1.       | Давиде Балерини  | 1            |
| 1.       | Никола Бађиоли   | 1            |
| 1.       | Алексеј Луценко  | 1            |
| 1.       | Ектор Каретеро   | 1            |
| 1.       | Тадеј Погачар    | 1            |
| 1.       | Квин Симонс      | 1            |
| 1.       | Примож Роглич    | 1            |
| 1.       | Јонас Вингегор   | 1            |
| 1.       | Мануеле Тароци   | 1            |

| Позиција | Возач         | Број побједа |
| -------- | ------------- | ------------ |
| 1.       | Наиро Кинтана | 2            |
| 1.       | Боб Јунгелс   | 2            |
| 1.       | Тадеј Погачар | 2            |
| 1.       | Хуан Ајусо    | 2            |